# 蘭杜·布山卡
杰兰多·“兰杜”·布山卡（義大利語：Gerlando "Lando" Buzzanca，1935年8月24日—2022年12月18日），意大利舞台、电影及电视演员，职业生涯长达65年。

## 生平

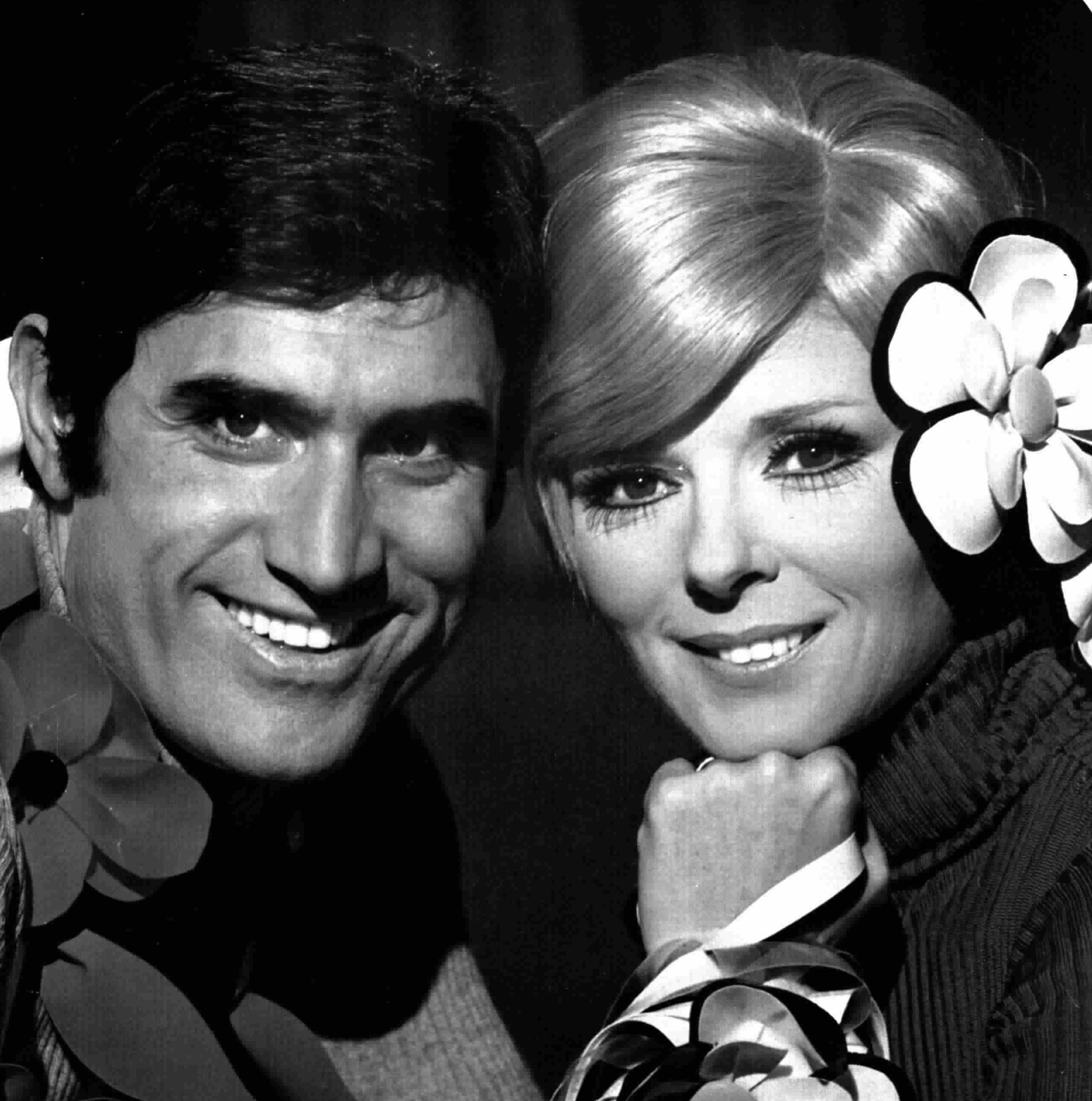
电视节目《Signore e signora》中的兰杜·布山卡和德利娅·斯卡拉(1970年)

### 早年生活
布山卡出生于巴勒莫，父亲是一名电影放映员。布山卡从小便想成为一名演员，为了实现梦想，他于16岁时离开高中前往罗马，到了罗马之后，布山卡找了很多份工作以维持生计，包括服务员、家具搬运工等。在此期间，他还曾在电影《賓漢》中扮演一名奴隶，而后来由皮亚托·杰米执导的《意大利式离婚》则标志着他正式开启演艺生涯，从那之后他开始专门扮演移民角色。

### 1970年代–1980年代：意大利式性爱喜剧的成功

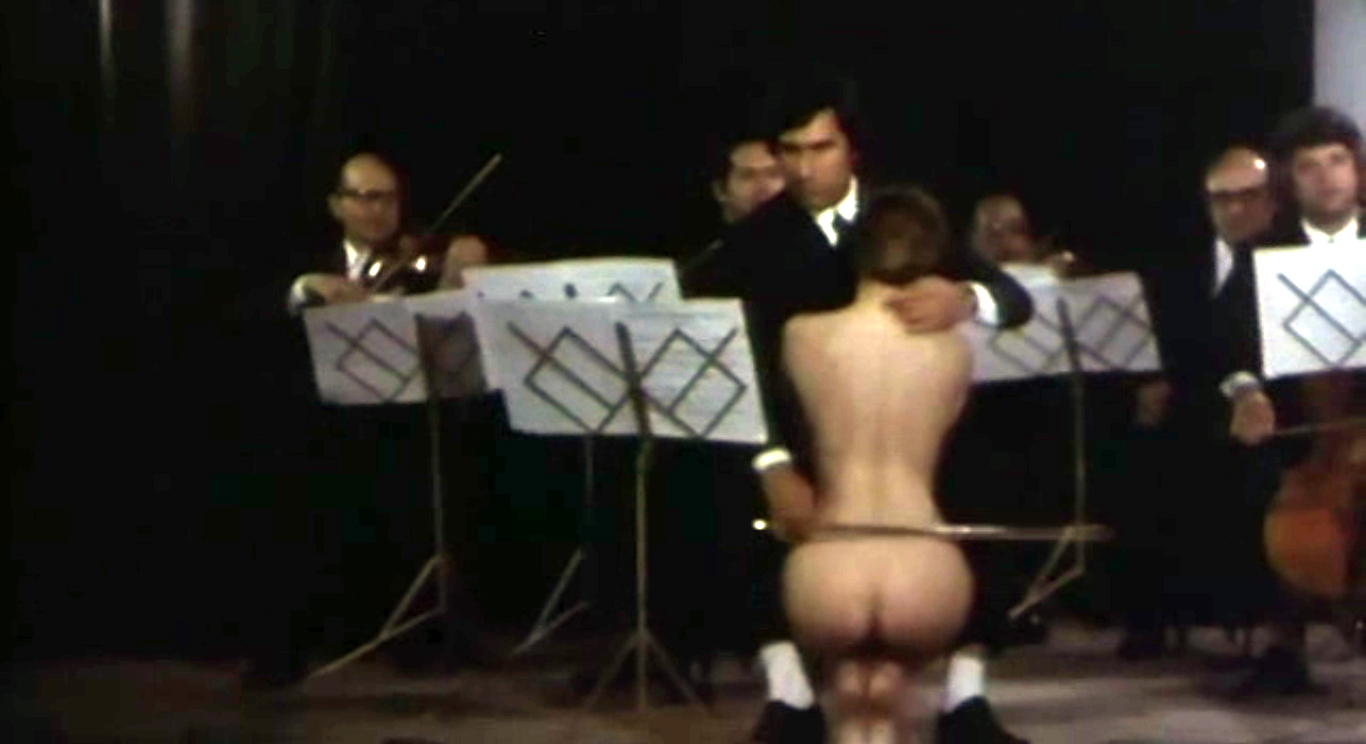
布山卡与劳拉·安托内利，出自1971年由帕斯夸莱·费斯塔·康帕尼莱导演的电影电影《吾妻正斗》

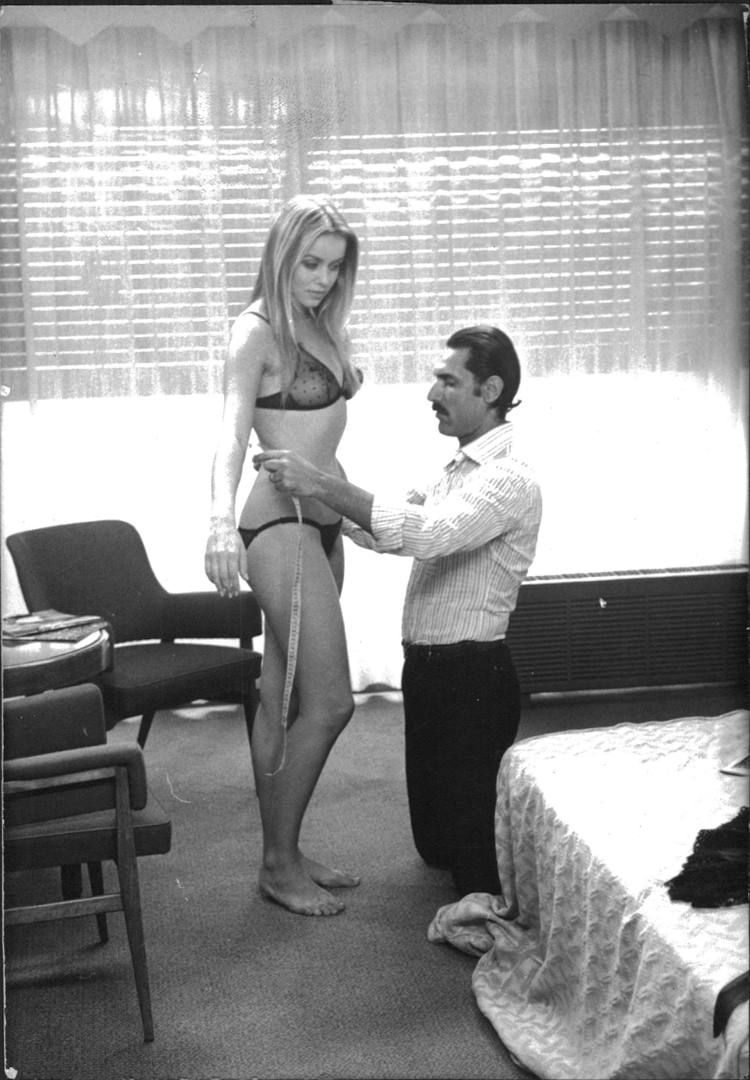
电影《Il gatto mammone》（1975年）中的布山卡与格洛丽亚·圭达

布山卡曾在两部《James Tont》系列电影中戏仿James Bond，1960年代末开始，他大量参与意大利式性爱喜剧的演出，这些剧作大多带有讽刺意味，所涉范围涵盖政治、宗教、工会及金融等领域。这类作品给布山卡带来了巨大的成功，其中1971年由帕斯夸莱·费斯塔·康帕尼莱导演的《吾妻正斗》更让他成为该类电影的代表性人物，因此在接下来的几年里，他得以和克勞蒂亞·卡蒂納、凯瑟琳·斯巴克、芭芭拉·布薛特、格洛丽亚·圭达、森塔·伯格及瓊·考琳絲等知名影星合作。

### 1990年代–2000年代： 电影的减少以及剧院节目和早期电视剧的成功
随着时间的流逝，意大利式性爱喜剧电影的数量逐渐减少，布山卡亦逐渐减少了电影演出，并将精力转移到剧院及电视节目。2000年代，布山卡参演了一系列备受好评的电视剧，再次得到观众肯定。
2007年，布山卡参演罗贝托·费恩察执导的故事片《总督》，凭借该片获得意大利电影金像奖最佳男主角提名，并获得一项意大利金球电影奖。

### 2010年代：电视剧的成功
2012年至2014年间，布山卡在电视剧《il restauratore》的其中28集中扮演主角。虽然布山卡在此期间因为妻子的去世而患上了抑郁症，甚至想过自杀以及患上更严重的轻度脑缺血，但他在剧中的表现依然备受好评。

### 晚年
2013年，布山卡的妻子露西娅离世，布山卡因此受到极大打击，曾试图切断静脉自杀。2014年，布山卡患上轻度脑缺血，并进一步造成失语症，但这些症状到了第二年即告消失，而布山卡甚至还与一位名叫安东内拉的年轻女子开始了一段恋情
。
2016年，布山卡以舞者身份参加了一档名为《Ballando》的节目，并在节目中结识了女演员、记者弗朗西斯卡·德拉·瓦莱，其后两人开始发展恋情。

### 2020年代：健康状况的下降
2021年4月21日，布山卡在家中摔倒，造成头部受伤，家里的女佣直到第二天方才发现并将他送往罗马的圣思皮里托医院。2021年8月15日，布山卡开始表现出恢复迹象，不久，他的儿子马西米利亚诺宣布他已完全康复。2021年12月27日，布山卡因身体状况恶化再度被送往医院。
在布山卡的晚年时光里，他还患有一种类似老年痴呆症的失智症。

### 逝世
2022年12月，布山卡于罗马奧斯定·傑梅利大學聯合診所逝世，而他此前曾再次因为摔倒而被送至该诊所，并且就在去世前几天刚刚康复。
布山卡的葬礼于2022年12月21日在罗马的艺术家教堂举行，惟他的老情人弗朗西斯卡·德拉·瓦莱未有露面，引发公众惊讶。

## 奖项
意大利电影金像奖
| 年份 | 獲提名 | 獎項       | 結果 |
| ---- | ------ | ---------- | ---- |
| 2008 | 总督   | 最佳男主角 | 提名 |

意大利金球电影奖
| 年份 | 獲提名 | 獎項       | 結果 |
| ---- | ------ | ---------- | ---- |
| 2008 | 总督   | 最佳男主角 | 獲獎 |